# Италики
Ита́лики, или итали́йцы (лат. Italici) — народы, населявшие Апеннинский полуостров в древности. После присоединения к Римскому государству были постепенно ассимилированы частью италийского же народа латинов — римлянами.
В русском языке между терминами «италики» и «италийцы» существуют определённые различия:
- Термин «италики» обычно подразумевает более узкий, лингвистический подход: под ним понимаются только племена и народы, говорившие на италийских языках (принадлежащих индоевропейской языковой семье). Италийские языки подразделяются на две ветви: 
  1. фалискско-латинская: фалиски, латины, авзоны (или аврунки), энотры, сикулы и прочие;
  2. умбро-оскско-сабелльская: умбры, оски (самниты, сабины, эквы, вольски и другие) и сабеллы (марсы, марруцины, френтаны, вестины и другие).
- Термин же «италийцы» обычно подразумевает более широкий, историографический подход: под ним могут подниматься все народы Апеннинского полуострова и прилегающих островов (Корсика, Сардиния, Сицилия) до присоединения их земель к Римскому государству[1]. До возвышения Рима среди италийцев доминировали этруски (не индоевропейский народ). При широком подходе в число италийских народов включаются и венеты (по-видимому, говорившие на индоевропейском языке отдельной ветви).

Италийцы пришли на Апеннинский полуостров во 2-м тыс. до н. э. из-за Альп и принесли с собой культуру металла — они были создателями культур бронзы, железа на территории Италии. Русский учёный В. И. Модестов, итальянский исследователь Дж. Девото и другие полагали, что италийцы мигрировали из Центральной Европы двумя волнами: в начале 2-го тыс. до н. э. — протолатины, создатели культуры террамар, в конце 2 — начале 1-го тыс. до н. э. — предки умбро-сабеллов, создатели культуры Виллановы. 

Представления о нескольких последовательных волнах миграции считаются устаревшими. В современной итальянской историографии преобладает мнение о последовательности и неразрывности развития древних культур Италии от неолита к железу независимо от миграции (Дж. Патрони, П. Орси, У. Реллини); о спорадических переселениях индоевропейских племён с начала 2-го тыс. до н. э. с Балканского полуострова через Адриатику и о постепенном распространении их по Апеннинскому полуострову.  

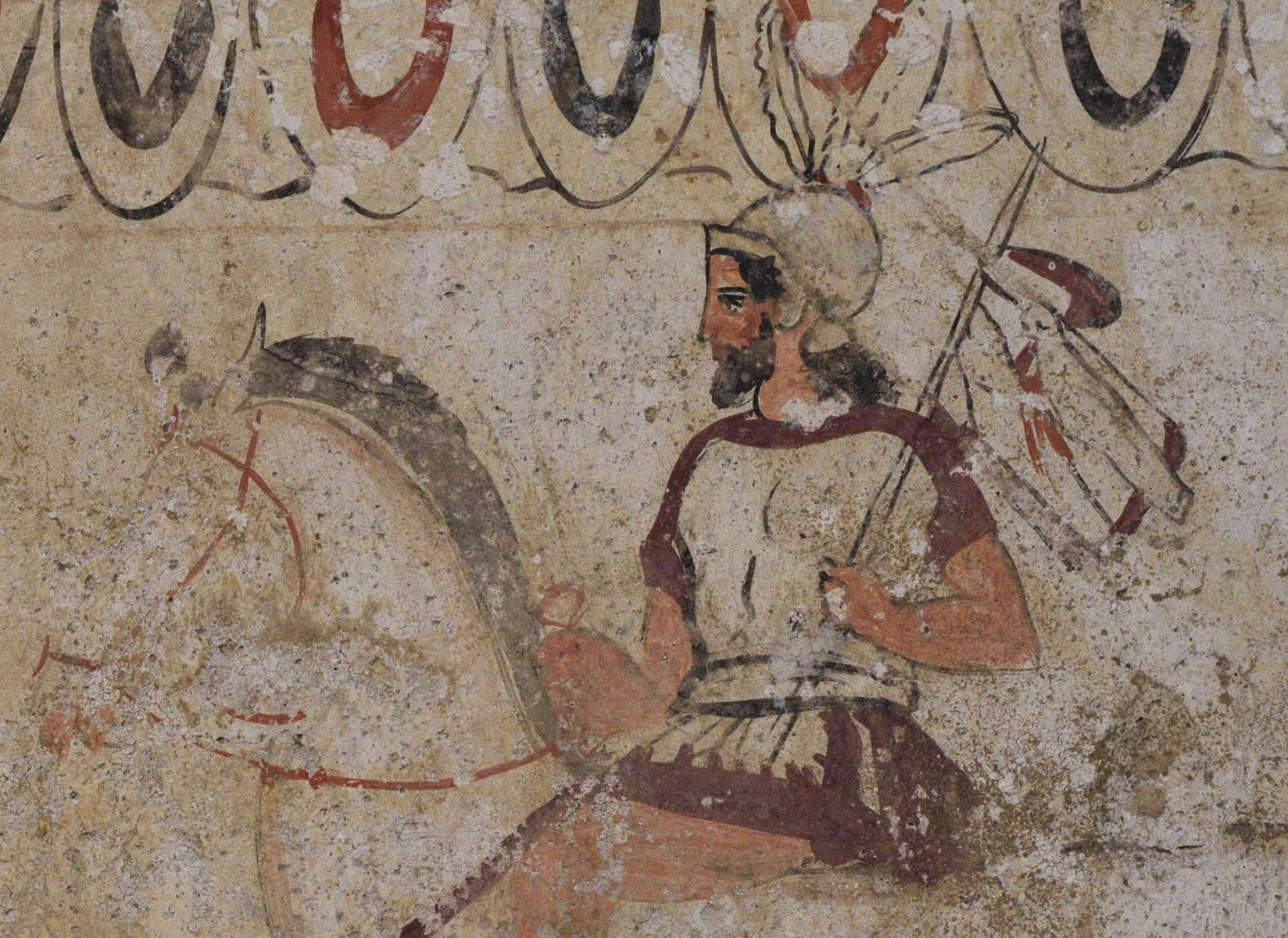
Возвращение воина. Деталь фрески из луканской гробницы, 4 век до н. э.

К концу первой половины I тысячелетия до н. э. италийцы находились на разных этапах социально-экономического и культурного развития. Наиболее активными были этруски на севере полуострова, основавшие союз 12 городов, и оказавшие, наряду с сабинами, огромное влияние на становление Рима как культурно-политического центра.
Города италиков в административном отношении напоминали греческие полисы и управлялись выборными магистратами, которые в различных областях назывались по-разному (эдилы, меддиксы, мароны) и были, как правило, парными. Италики располагали продвинутой военной экипировкой, включавшей характерный щит и шлем с высоким гребнем (эволюционировал от широкополой формы к конусообразной). 
Наёмные воины из Италии ценились в Средиземноморье и, в частности, состояли на службе у тиранов Сиракуз под именем мамертинцев (то есть сыновей Марса). Конфликт из-за мамертинцев послужил поводом к Первой Пунической войне.
По итогам трёх Самнитских войн (с 343 по 290 гг. до н. э.) большинство италиков признали главенство Рима и стали его союзниками (обязались воевать в союзнических когортах на его стороне). Тем не менее после вторжения в Италию армии Ганнибала (216 год) многие италики переметнулись на сторону Карфагена.
Во время Союзнической войны 91-88 годов до н. э. большинство италиков (во главе с марсами) вновь выступили против Рима и образовали государство Италия со столицей в Корфинии. После получения римского гражданства (закон Юлия, 90 год до н. э.) италийцы довольно быстро романизировались (в том числе перешли на использование латыни).